# 国際劇場
国際劇場 （こくさいげきじょう）は、かつて東京都台東区浅草にあった劇場である。松竹直営。松竹歌劇団の本拠地であった。

## 概要
1937年(昭和12年)、幸龍寺の跡地に建設された。都内はおろか全国各地に同名の劇場・映画館が存在したため、通常は地名を冠称し「浅草国際劇場」と呼ばれた。
場内は椅子席3800、補助椅子1000。舞台の間口16間（1間は約1.8m）、高さ6間という当時としては大規模なものであった。こけら落としは同年7月3日に始まった松竹少女歌劇（SSK・後のSKD）公演。
その後もグランド・レビュー（主に、四大おどりの東京踊り・春のおどり・夏のおどり・秋の踊り）と松竹映画一本の組み合わせの公演が行われた。国際劇場が出来る前までは「浅草松竹座」（1963年5月廃座）がSKDのホームグラウンドであった。
SKDのレビュー以外には、人気歌手の実演や女剣劇、喜劇などが上演された。1970年以降、ゴールデンウィークにはザ・ドリフターズの特別公演（作・演出いかりや長介）が催された。
劇場は1982年に閉鎖、その後取り壊され、跡地には浅草ビューホテルが建てられた。また、劇場前の都道462号線（一部）は現在も「国際通り」と呼ばれる。

## 沿革

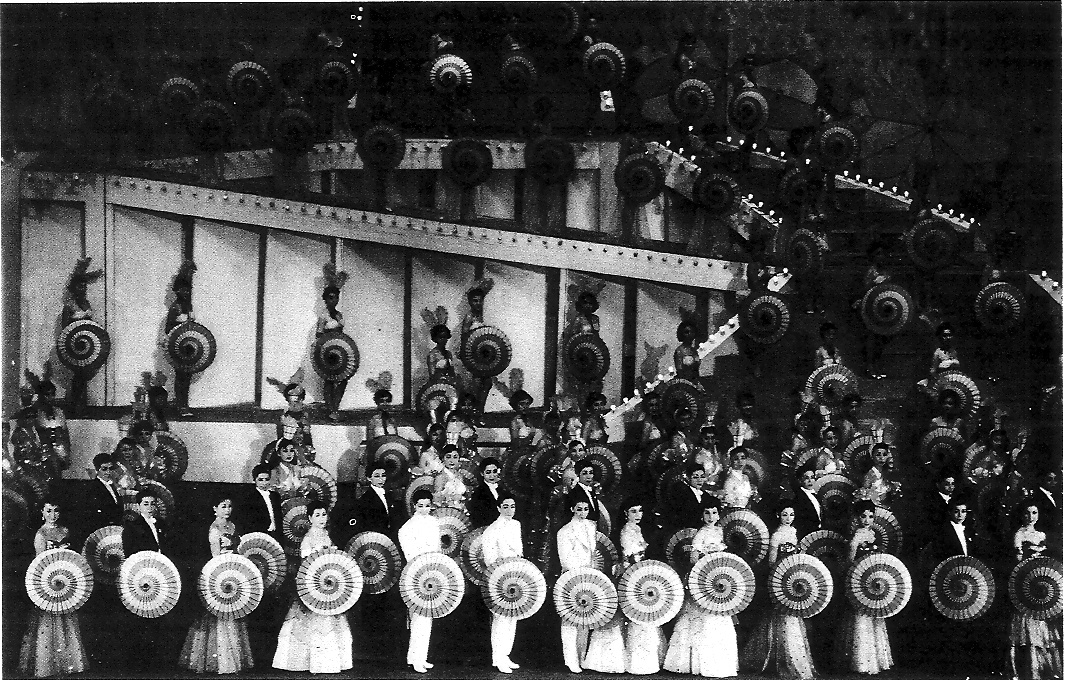
1955年（昭和30年）「東京踊り」

- 1937年(昭和12年)7月3日、開場、杮落しは松竹少女歌劇披露興行（第8回「東京踊り」）[3]。
- 1944年(昭和19年)
  - 1月、戦時、食料節約のため地下食堂が雑炊食堂となる[4]。
  - 3月、決戦非常措置要綱により一時閉鎖[5]。その後、建物は風船爆弾の工場として使われた[6][7][8]（「風船爆弾#風船爆弾開発に携わった地方や施設」を参照）。
- 1945年(昭和20年)3月10日、東京大空襲により建物の一部が罹災[5]。その後再建される。
- 1947年(昭和22年)11月23日、松竹歌劇団公演「ラッキー・スタート」と長谷川一夫・花柳小菊一座の「弁天小僧白浪狂騒曲」公演から劇場としての営業を再開[5]。
- 1952年(昭和27年)11月、運営会社である国際劇場株式会社が親会社・松竹株式会社に合併。
- 1976年(昭和51年)2月1日、フランク・ザッパの来日公演が行われる。
- 1981年(昭和56年)12月14日～12月16日、12月18日、キング・クリムゾンの来日公演が行われる。
- 1982年(昭和57年)4月5日、松竹歌劇団公演・第51回「東京踊り」をもって閉鎖。建物は翌年解体[6][8]。

## 諸元

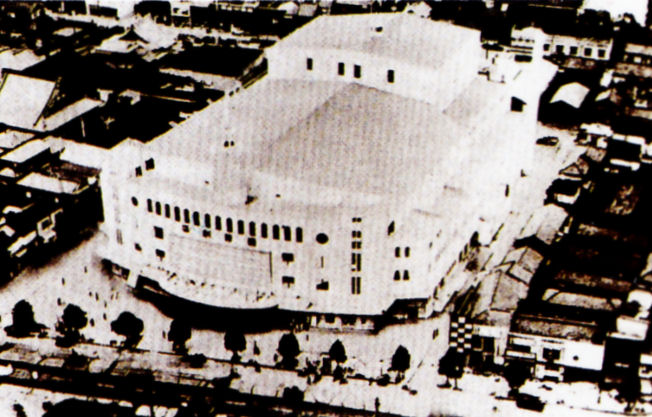
浅草国際劇場全景
『松竹百年史：本史』(1996)より

- 建屋：地上4階地下1階建、設計は成松建築事務所
- 構造：鉄骨鉄筋コンクリート造
- 座席：3,860席（一説には4,000人～5,000人収容。俗に「東洋一の五千人劇場」とも言われた）。3階まであった。
- 定紋は地球。日本列島が中央に来るデザインであった。
- 有楽町の日本劇場と同様に竣工時は誠に優れた華麗な建物であったが、東京大空襲の際に大屋根に爆弾が落ち前面の入口やガラスが吹き飛んだため、窓は鉄板で塞がれステンドグラスの扉はただのガラス戸に変えられてしまった。

## エピソード

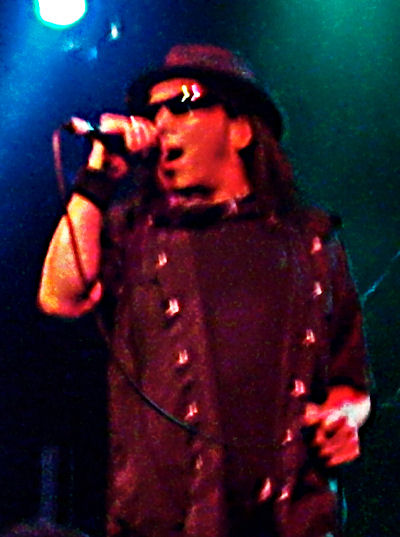
1981年に国際劇場でデビュー公演を行った「LOUDNESS」のヴォーカル・二井原実（2010年7月撮影）

- 楽屋口の左手には小さなお稲荷さんが祀られていて、楽屋入りする松竹歌劇団の生徒は、必ず手を合わせてから楽屋入りする習わしになっていた。
- 日本劇場とは違い、庶民向けの劇場。夏には浴衣姿に下駄履きの観客も見られた。また、外国人観光客も多く訪れたため、割と早い時期から英語でのアナウンスをしていた。
- 1950年4月から1951年12月まで、4階の国際セントラル劇場（バーレスク劇場）でストリップ公演を行った[9]。
- 1957年1月13日、歌手美空ひばりが狂信的なファンに塩酸を掛けられ、顔に3週間の負傷を負った[10]。
- 1968年3月18日に火災が発生。従業員3人が死亡している。
- 1981年まで東京12チャンネルの「郷愁の歌まつり」の会場になったことがある。
- NNS系列の24時間テレビ 「愛は地球を救う」の会場になったことがある（1979年8月25～26日・1980年8月30～31日、ゴダイゴなどの夜通しの音楽ライブ）[11]。
- 1981年12月17日、日本のヘヴィメタルバンド「LOUDNESS」のデビューコンサートの場として使われ、当時の音楽業界に根付いていた「日本のハードロックは売れない」と言う見方に対し、3,000枚近くあったチケットが即座に完売し、関係者を驚かせた[12]。当時の関係者によると、キング・クリムゾンの来日公演のうち12月17日がスケジュールの都合で空いてしまった事から、当時2000人規模のデビューコンサートの場を探していたLOUDNESSにオファーが来る形となったことが明かされている[13]。
- 1983年の解体作業中、東京大空襲で歪んだ鉄骨が建物内から発見された[6][8]。この鉄骨は保存され、江戸東京博物館[7][8]や墨田区の多聞寺[6][8]で展示されている。

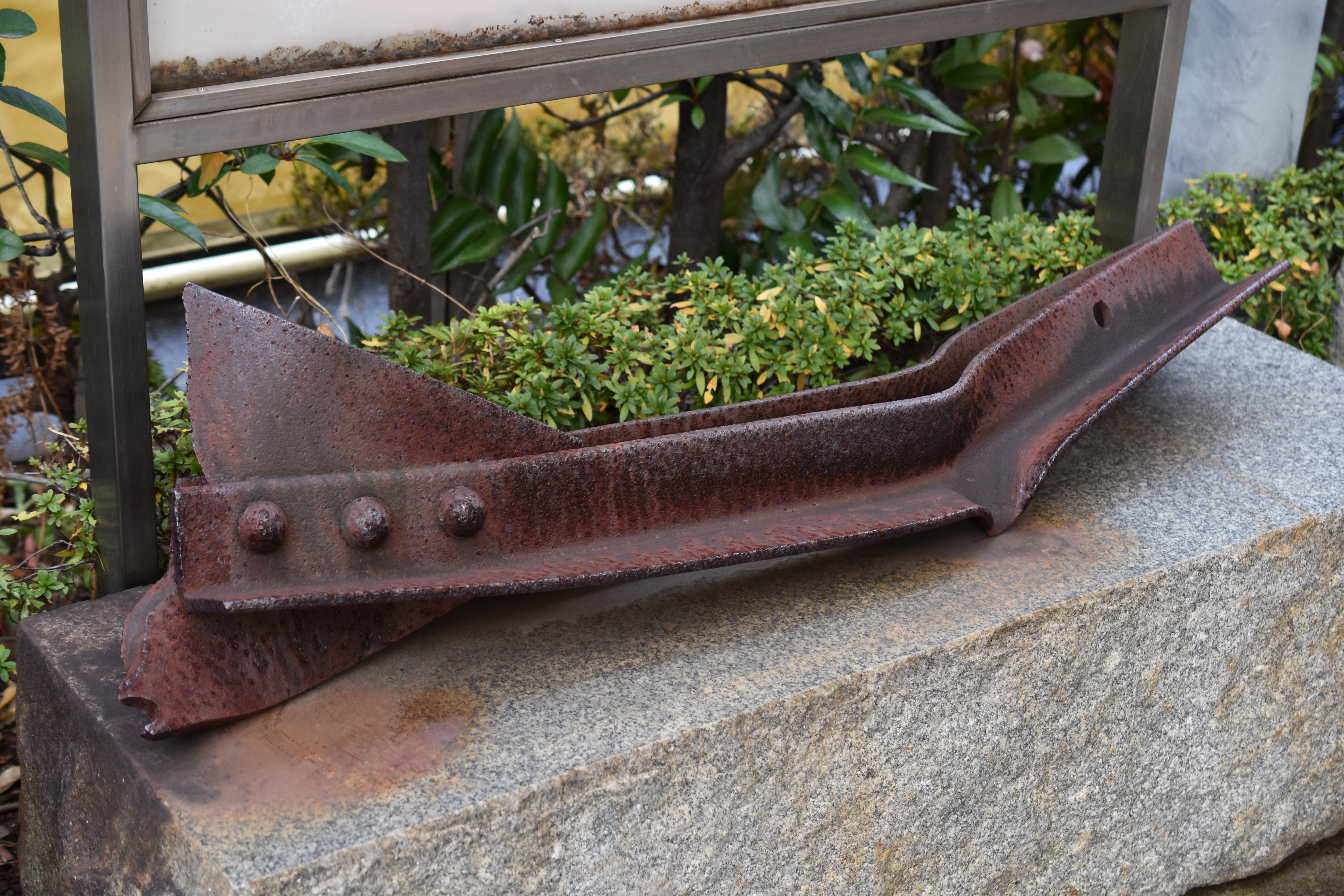
多聞寺で展示されている被災鉄骨